# Trzepieciny
Trzepieciny (prononciation [tʂɛpjɛˈt͡ɕinɨ]) est un village de la gmina d'Adamów, du powiat de Zamość, dans la voïvodie de Lublin, situé dans l'est de la Pologne.
Il se situe à environ 2 kilomètres au sud-ouest de Adamów (siège de la gmina), 18 kilomètres au sud-ouest de Zamość (siège du powiat) et 84 kilomètres au sud-est de Lublin (capitale de la voïvodie).

## Administration
De 1975 à 1998, le village est attaché administrativement à l'ancienne voïvodie de Zamość.

Depuis 1999, il fait partie de la nouvelle voïvodie de Lublin.